# Le Père Paul
Le Père Paul est un tableau de Claude Monet réalisé en 1882. Il représente le propriétaire de l'hôtel-restaurant qui l'héberge lors de son séjour à Pourville en février-mars de cette même année.

## Le contexte
Monet se rend à Dieppe, puis à Pourville mi-février 1882 pour faire une série de paysages de la région. Il a besoin d'argent pour assurer les ressources du ménage qui s'est constitué de fait avec Alice Hoschedé dans un contexte économique difficile. Le crack de l'Union générale vient de se produire et Paul Durand-Ruel, son marchand, est en difficulté car il ne dispose plus auprès de cette banque des facilités de trésorerie qu'elle lui accordait. Le peintre doit quitter Vétheuil fin 1881 pour s'installer à Poissy. Alice Hoschedé l'accompagne mais il ne s'y plaît pas. Il décide de partir pour la Normandie. Son arrivée à Dieppe ne le départit pas de son humeur maussade. Le temps est mauvais et il trouve la pension chère. Il quitte rapidement son premier logement pour s'installer à Pourville au  Casino-hôtel  dont le restaurant À la Renommée des Galettes est tenu par un couple de réfugiés alsaciens, les Graff, dont le mari, Paul, officie aux fourneaux. Le prix modeste de la pension, l'ambiance familiale chaleureuse et les opportunités de toiles à proximité redonnent du cœur à l'ouvrage au peintre malgré le temps qui reste souvent perturbé. Il commence une quarantaine d'œuvres pendant son séjour, représentant notamment les falaises des environs. Elles ont aussi pour sujet la vie à la pension des Graff. Ainsi la mère et le père Paul, ainsi que leur chien et les fameuses galettes ont  les honneurs du peintre.

## Histoire de l'œuvre
Elle appartient d'abord à Paul Graff puis, après un passage par plusieurs marchands, elle est acquise en 1903 par la Moderne Galerie à Vienne, la même année que son ouverture.  La collection de la Moderne Galerie intègre par la suite la Österreichische Galerie Belvedere. 
Le tableau fait partie de l'exposition "Développement de l'impressionnisme dans la peinture et la sculpture" qui se tient au Palais de la Sécession en 1903. 